# Магнолія-Спрингс (Алабама)
Магнолія-Спрингс (англ. Magnolia Springs) — місто (англ. town) в США, в окрузі Болдвін штату Алабама. Населення — 811 особа (2020).

## Географія
Магнолія-Спрингс розташована за координатами 30°24′11″ пн. ш. 87°46′28″ зх. д. / 30.40306° пн. ш. 87.77444° зх. д. (30.403095, -87.774421).  За даними Бюро перепису населення США в 2010 році місто мало площу 2,48 км², з яких 2,32 км² — суходіл та 0,16 км² — водойми.

## Демографія
Згідно з переписом 2010 року, у місті мешкали 723 особи в 329 домогосподарствах у складі 229 родин. Густота населення становила 291 особа/км².  Було 407 помешкань (164/км²).
Расовий склад населення:
| - 96,3 % — білих - 0,6 % — корінних американців - 0,4 % — азіатів - 0,1 % — чорних або афроамериканців - 1,9 % — осіб інших рас |

До двох чи більше рас належало 0,7 %. Частка іспаномовних становила 2,8 % від усіх жителів.
За віковим діапазоном населення розподілялося таким чином: 16,5 % — особи молодші 18 років, 58,5 % — особи у віці 18—64 років, 25,0 % — особи у віці 65 років та старші. Медіана віку мешканця становила 52,0 року. На 100 осіб жіночої статі у місті припадало 97,5 чоловіків;  на 100 жінок у віці від 18 років та старших — 96,7 чоловіків також старших 18 років.
Середній дохід на одне домашнє господарство  становив 67 179 доларів США (медіана — 47 614), а середній дохід на одну сім'ю — 70 753 долари (медіана — 56 806). За межею бідності перебувало 5,3 % осіб, у тому числі 2,4 % дітей у віці до 18 років та 4,6 % осіб у віці 65 років та старших.
Цивільне працевлаштоване населення становило 291 осіб. Основні галузі зайнятості: роздрібна торгівля — 18,9 %, науковці, спеціалісти, менеджери — 11,3 %, мистецтво, розваги та відпочинок — 10,7 %.